# جائزة القلم للرواية
جائزة القلم الأمريكية  هي مجموعة جوائز 

منها جائزة جين أوستين للرواية، وهي أهم من جائزة همينحواي من الناحية المادية ومنها جائزة الشعر والقصة القصيرة والترجمة، ومنها جائزة همينجواي و هي جائزة تُمنح سنويًا لرواية كاملة أو كتاب قصص قصيرة لمؤلف أمريكي لم يسبق له نشر كتاب روائي كامل. سميت الجائزة باسم إرنست همينغوي وبتمويل من عائلة همنغواي ومؤسسة جمعية إرنست همنغواي. تُدار من قِبَل منظمة القلم في أمريكا (بالإنجليزية: PEN America)‏. أسّستها عضوة المنظمة ماري همنغواي في عام 1976 لتكريم ذكرى زوجها ولتقدير الكتب الروائية الأولى المتميزة.
يتم اختيار الفائز من قبل لجنة مؤلفة من ثلاثة كتاب روائيين متميزين ويحصل الفائز على جائزة نقدية قدرها 25,000 دولار أمريكي. إلى جانب الفائز، حصل اثنان من المتأهلين للتصفيات النهائية واثنان من الوصيفين على زمالة في مؤسسة يوكروس، وهي ملاذ للفنانين والكتاب على مساحة 22,000 فدان في هاي بلينز في يوكروس. أقيم حفل توزيع الجوائز في مكتبة ومتحف جون كينيدي الرئاسي في بوسطن، ماساتشوستس.
ويرعى تقديم الجائزة جزئيًا مكتبة جون كنيدي الرئاسية. هذه الجائزة هي واحدة من العديد من جوائز منظمة القلم التي ترعاها الشركات التابعة لمنظمة القلم الدولية في أكثر من 145 مركزًا حول العالم.

## الفائزون بجائزة القلم منذ تأسست الجائزة
- 1976 - لويد ليتل عن (دور بارثيان شوت).
- 1977 - ريناتا أدلر عن (القارب السريع).
- 1978 - دارسي أوبراين عن (أسلوب حياة، مثل أي شخص آخر).
- 1979 - روبن بيركوفيتش عن فيلم (حسن).
- 1980 - ألان سابرستين عن (الأم تقتل الطفل والنفس).
- 1981 - جوان سيلبر عن (الكلمات المنزلية).
- 1982 - مارلين روبنسون عن (التدبير المنزلي).
- 1983 - بوبي آن ماسون عن فيلم (شيلو وقصص أخرى).
- 1984 - جوان تشيس عن فيلم (في عهد ملكة فارس).
- 1985 - جوزفين همفريز عن فيلم (آلة النوم).
- 1986 - آلان هيوات عن (زمن النساء).
- 1987 - ماري وارد براون عن (ألسنة اللهب).
- 1988 - لورنس ثورنتون عن فيلم (خيال الأرجنتين).
- 1989 - جين هاميلتون عن (كتاب روث).
- 1990 - مارك ريتشارد عن فيلم (الجليد في قاع العالم).
- 1991 - برنارد كوبر عن (الحصول على خرائط لأي مكان).
- 1992 - لويس بيجلي عن فيلم (أكاذيب زمن الحرب).
- 1993 - إدوارد ب. جونز عن فيلم (ضائع في المدينة).
- 1994 - داجوبيرتو جيلب عن فيلم (سحر الدم).
- 1995 - سوزان باور عن فيلم (راقصة العشب).
- 1996 - تشانغ راي لي عن (المتحدث الأصلي).
- 1997 - ها جين عن (محيط الكلمات).
- 1998 - شارلوت بيكون عن (دولة خاصة).
- 1999 - روزينا ليبي عن (العزبة).
- 2000 - جمبا لاهيري عن (مترجم الأمراض).
- 2001 - أخيل شارما عن (أب مطيع).
- 2002 - جاستن كرونين عن (ماري وأونيل).
- 2003 - غابرييل براونشتاين عن (حالة غريبة من بينيامين باتون).
- 2004 - جينيفر هايغ عن (دور السيدة كيمبل).
- 2005 - كريس أباني عن (جريس لاند).
- 2006 - إيون لي عن (ألف عام من الصلوات الصالحة).
- 2007 - بن فاونتن عن (لقاء قصير بين فاونتن مع تشي جيفارا).
- 2008 - جوشوا فيريس عن (ثم وصلنا إلى النهاية).
- 2009 - مايكل دالي عن (دليل الرجل النبيل للحياة الرشيقة).
- 2010 - بريجيد باسولا (منذ زمن طويل وصحيح بشكل أساسي).
- 2011 - براندو سكايهورس عن فيلم (مادونا أوف إيكو بارك).
- 2012 - تيجو كول عن (المدينة المفتوحة).
- 2013 - كيفن باورز عن (الطيور الصفراء).[4]
- 2014 - نو فيوليت بولاوايو عن (إننا نحتاج إلى أسماء جديدة).
- 2015 - آرنا بونتمبس هيمينواي عن فيلم (مرثية عن كندر كلافر).
- 2016 - أوتيسا مشفيغ عن (إيلين).
- 2017 - يا غياسي عن (الوطن).
- 2018 - ويك وانج عن (كيميا).
- 2019 - تومي اورانج عن (هناك هناك).[5]
- 2020 - روتشيكا تومار عن (صلاة للمسافرين).[6]
- 2021 - كاواي سترونج واشبورن عن رواية (أسماك القرش في زمن المنقذين).[7]

## روابط خارجية
- مؤسسة همنغواي: الصفحة الرئيسية للجائزة نسخة محفوظة 15 يوليو 2019 على موقع واي باك مشين.
- PEN America: الصفحة الرئيسية للجائزة